# Compreng (Widang)
Compreng is een bestuurslaag in het regentschap Tuban van de provincie Oost-Java, Indonesië. Compreng telt 2655 inwoners (volkstelling 2010).